# Lauren Albanese
Lauren Albanese (født 1. oktober 1989 i Jacksonville, Florida, USA) er en professionel tennisspiller fra USA. 
Lauren Albanese højeste rangering på WTA single rangliste var som nummer 158, hvilket hun opnåede 15. juni 2009. I double er den bedste placering nummer 213, hvilket blev opnået 28. februar 2011. 